# جون ر. غان
جون ر. غان (بالإنجليزية: John R. Gunn)‏ هو صحفي أمريكي، ولد في 17 أغسطس 1877، وتوفي في 15 نوفمبر 1956.